# Chapelle Saint-Adrien de Saint-Barthélemy
La Chapelle Saint-Adrien est située sur la commune de Saint-Barthélemy dans le département français du Morbihan, au lieu-dit Saint Adrien.

## Protection
La Chapelle Saint-Adrien fait l'objet d'un classement au titre des monuments historiques depuis le 25 août 1932.

## Description

Croix latine

La chapelle Saint-Adrien, dédiée à saint Adrien, est un édifice en forme de croix latine avec chevet plat enterré sur 1,50 m ; la chapelle actuelle date du XVe siècle,édifiée par les Rohan dont les armes figurent au chevet de la chapelle et sur la porte du bras sud ; mais  la chapelle primitive devait remonter aux premiers temps du christianisme, probablement pour abolir le culte de l'eau qui était alors pratiqué en ce lieu.
Deux menhirs se trouvent à proximité ainsi qu'une fontaine de dévotion surmontée d'une croix ; et deux autres fontaines sont à l'intérieur même de la chapelle, l'une dans le chœur, l'autre dans le bras droit du transept. 
À l'intérieur, un jubé très simple ferme la nef, sculpté de son côté, peint côté chœur. Les sculptures représentent Jésus-Christ au milieu des Douze apôtres, habillés en costumes de Chevaliers du Temple, les uns en manteau rouge, les autres en manteau blanc, ce qui confirme la tradition que cette chapelle ait appartenu aux Templiers. La chapelle possède aussi des sablières. 

## Architecture

### Transept

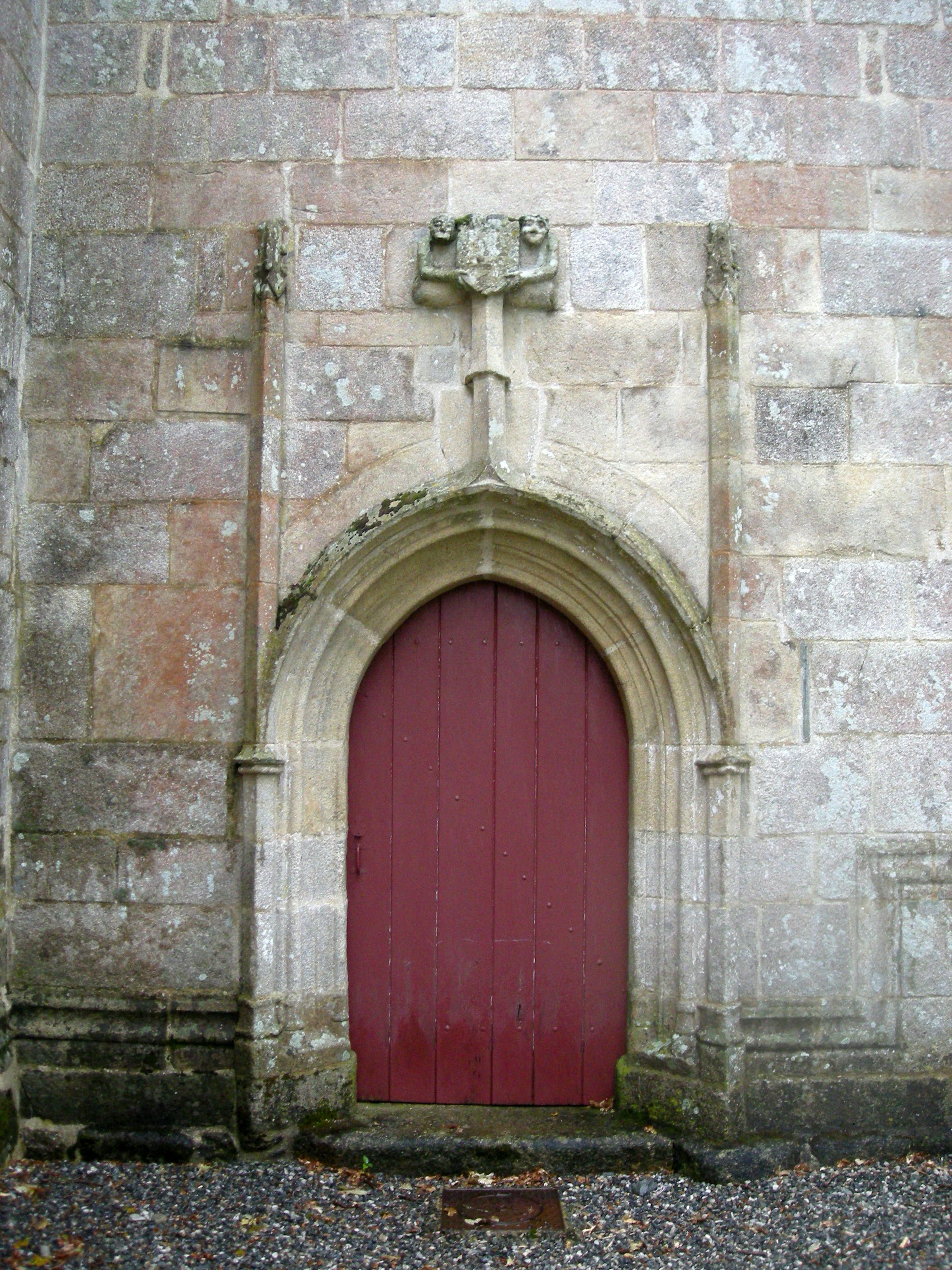
La porte ouest du transept sud.

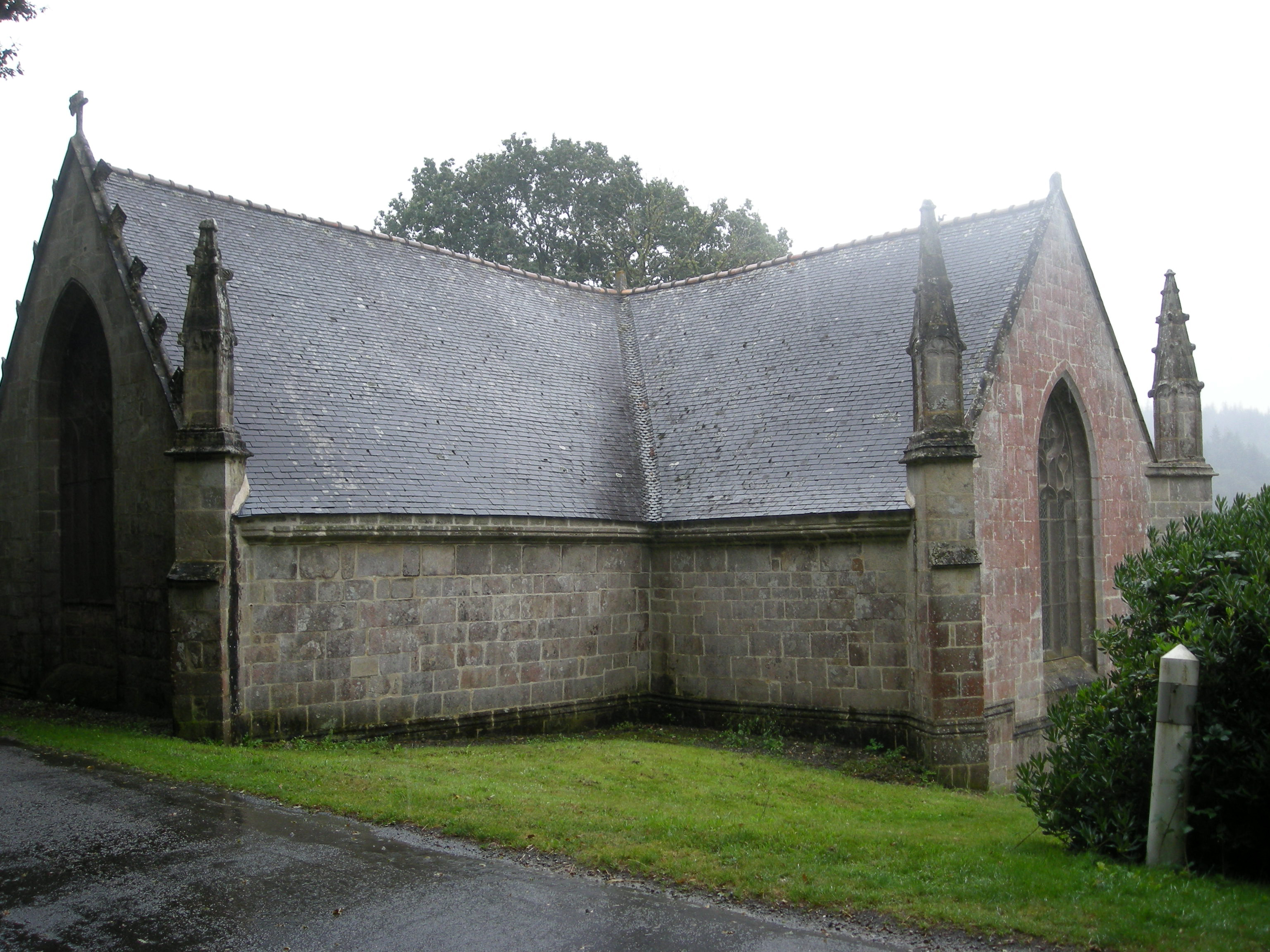
Le chevet et le transept nord.

### Portes

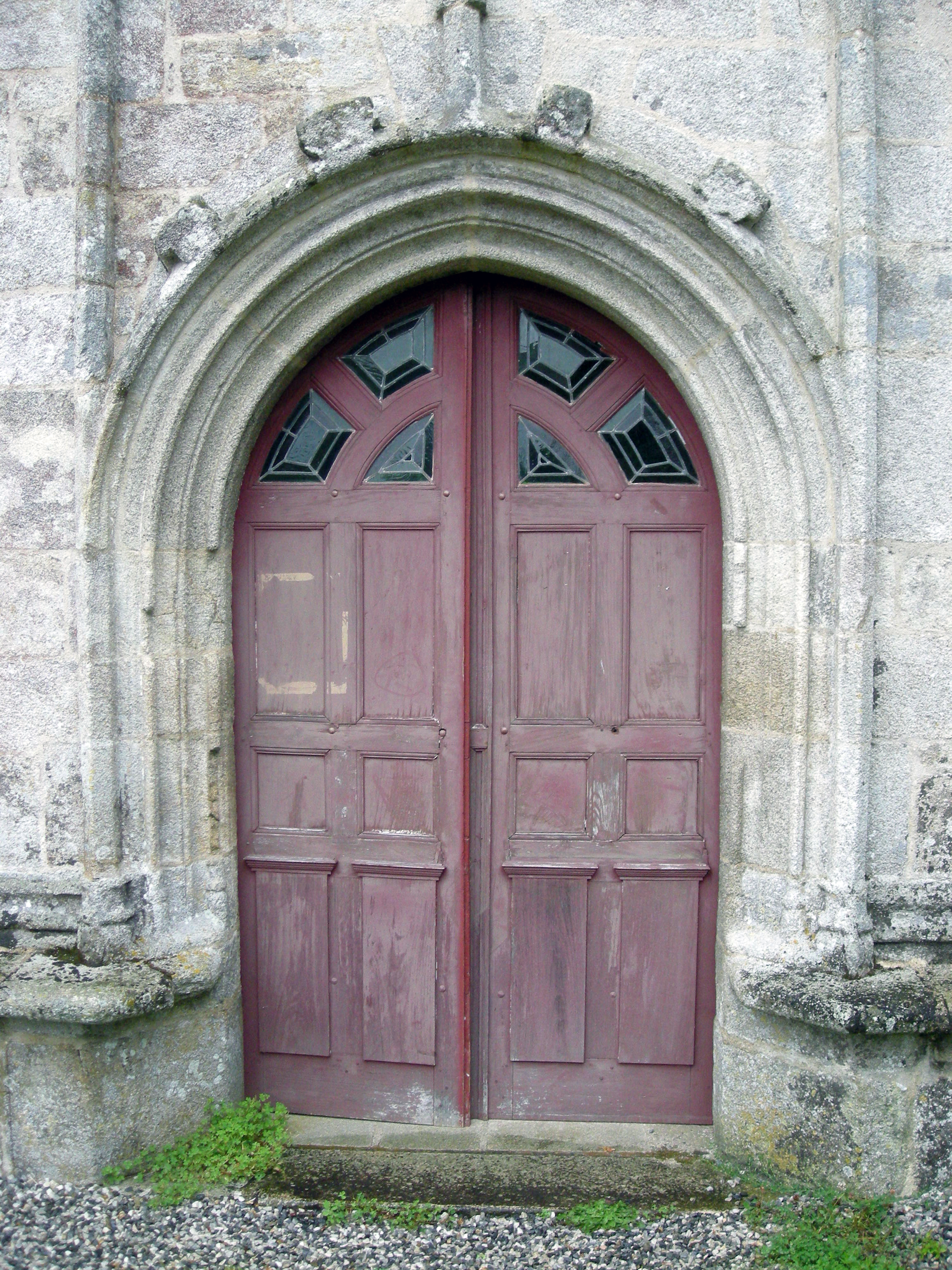
Porte Ouest
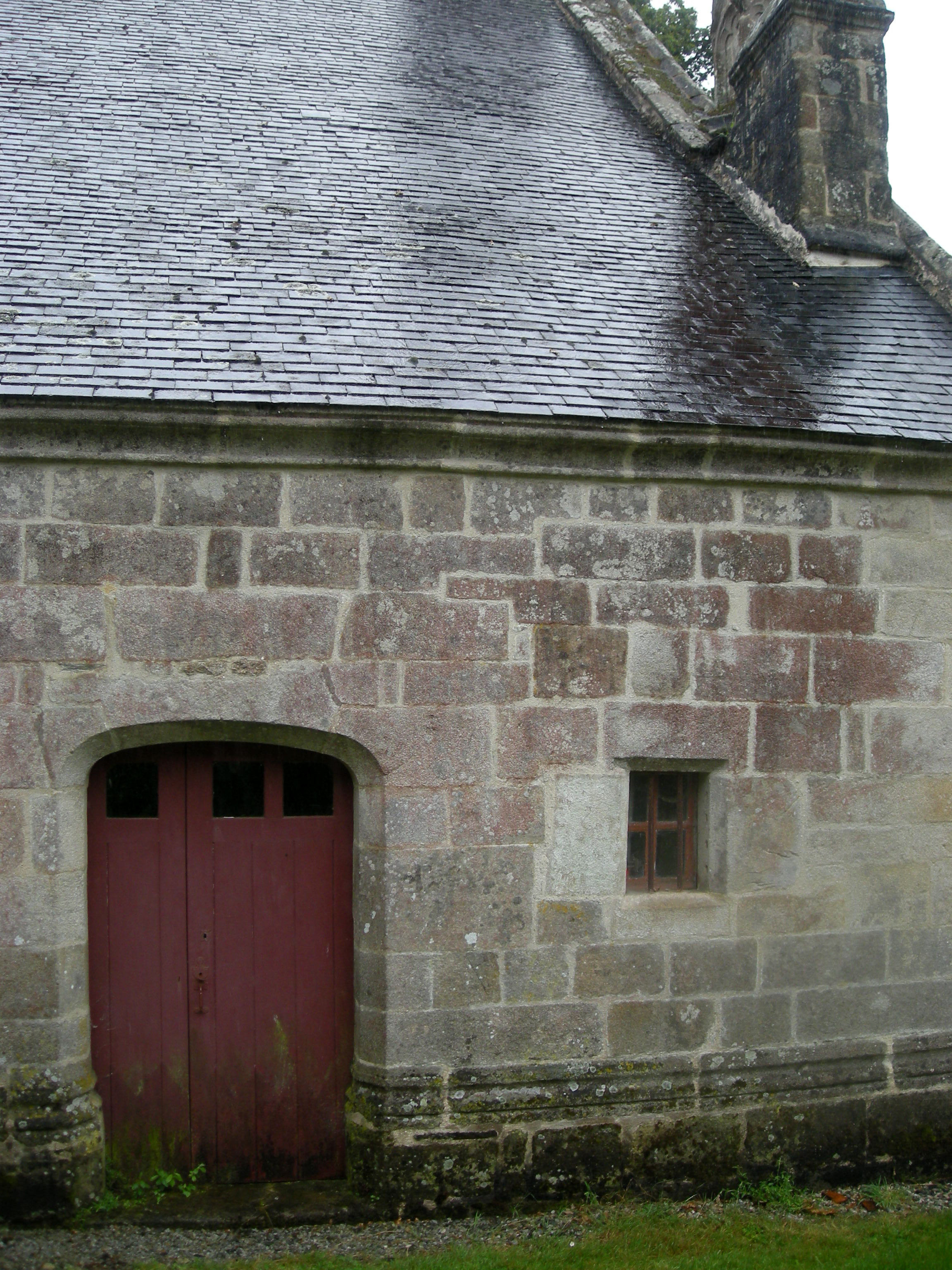
Porte nord

## Calvaire

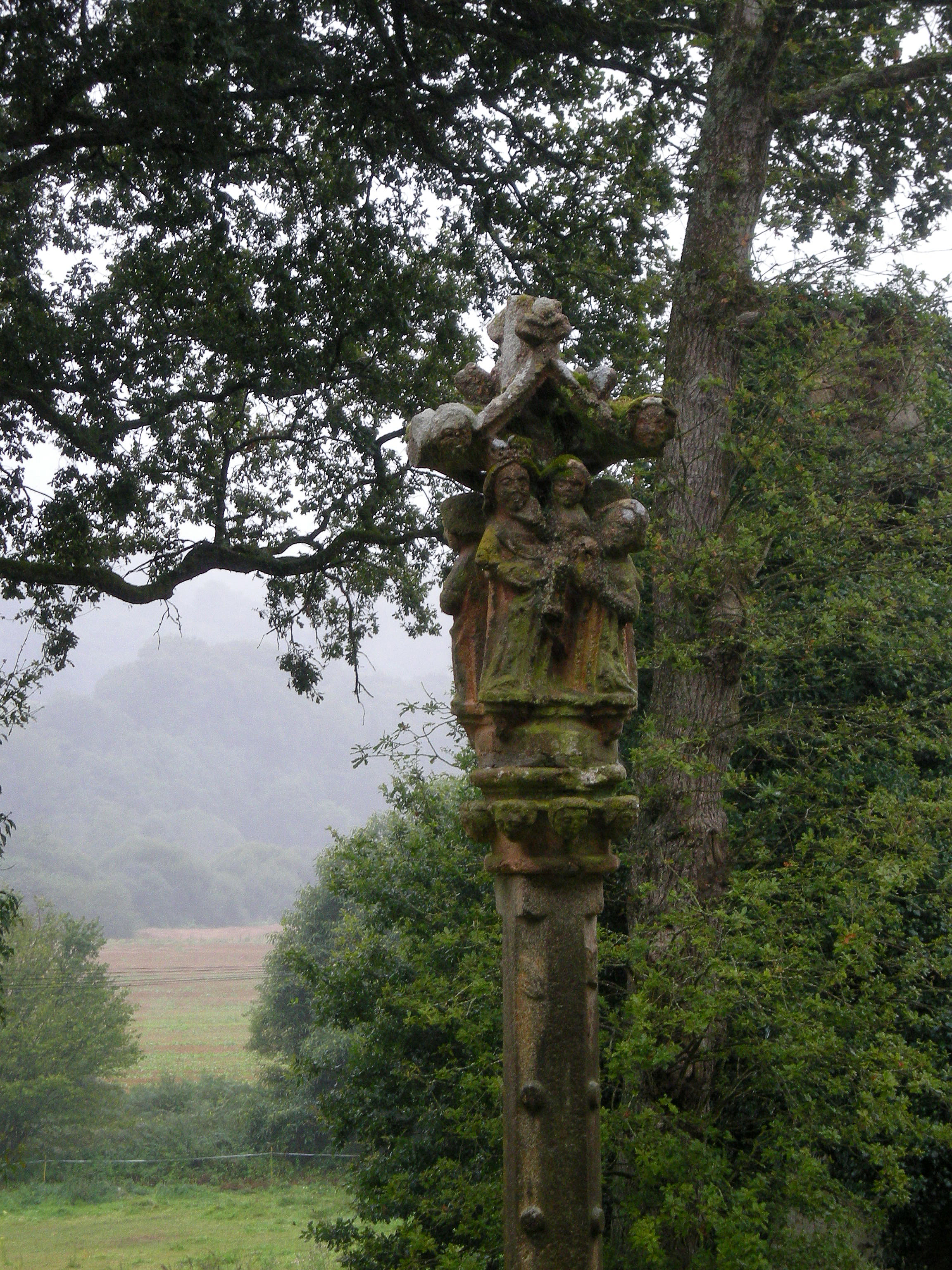
Face nord-est.
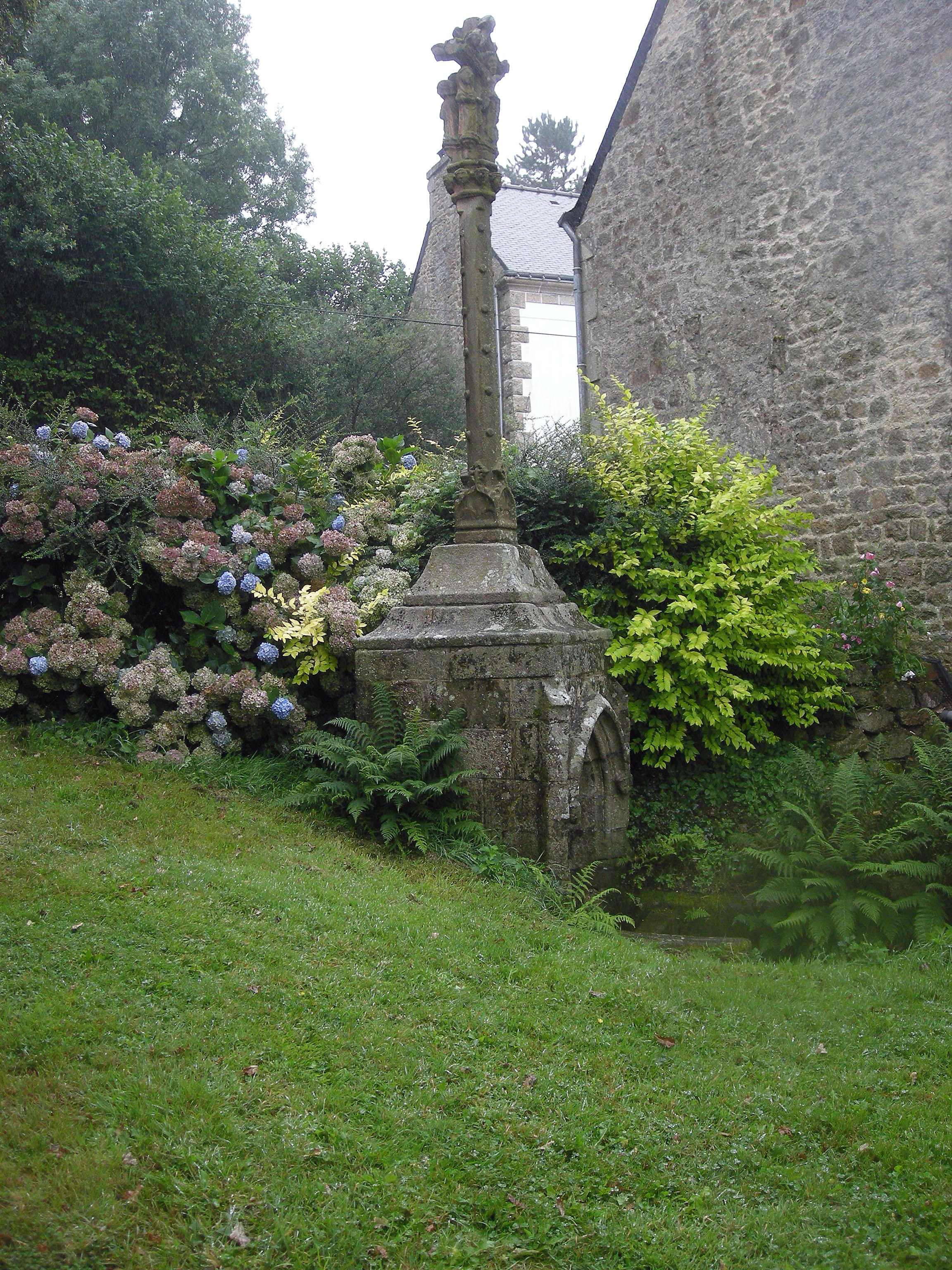
Face nord-ouest